# Гран-при Тихого океана 1994 года
Гран-при Тихого океана 1994 года — второй этап чемпионата мира по автогонкам в классе Формула-1 сезона 1994 года. Прошёл на трассе TI Circuit Aida в Японии. Соревнования состоялись 17 апреля 1994 года. Вторую гонку подряд выиграл Михаэль Шумахер, вторым стал Герхард Бергер, а третьим приехал Рубенс Баррикелло.

## Перед Гран-при
На тестах Ferrari после бразильской гонки француз Жан Алези попал в аварию и не смог принять участие в японском этапе. Команда временно заменила его Николой Ларини, уже ранее выступавшего за Ferrari в 1992 году, когда он заменял Ивана Капелли. Эдди Ирвайн также не принимал участие в уик-энде из-за дисквалификации после аварии в Бразилии, в которой гонщика объявили виновным. Команда Jordan была вынуждена временно заменить Ирвайна японским гонщиком Агури Судзуки.

## Пятничные заезды
Во пятничного заезда гоночный директор Формулы-1 Чарли Уайтинг обратил внимание на странное звучание двигателя у автомобиля Ларини. Уайтингу показалось, что такой звук мотора свидетельствует о запрещённом правилами трекшн-контроле. В пресс-релизе команда Ferrari сообщила, что у неё есть разрешение от самого директора на использование «гибкого ограничителя оборотов», однако FIA приказала команде отказаться от данного решения.

## Квалификация
Третий раз подряд (включая Австралию 1993) поул-позицию завоевал Айртон Сенна. Михаэль Шумахер показал второе время, уступив бразильцу 0,222 секунды, Дэймон Хилл из Williams стал третьим, проиграв самому себе больше секунды от времени круга, показанного в пятницу. Мика Хаккинен и Мартин Брандл из McLaren заняли четвёртое и шестое места на стартовой решётке соответственно, а гонщики Ferrari Герхард Бергер и Никола Ларини — пятое и седьмое. Гонщики команды-дебютанта Simtek смогли квалифицироваться 25-м и 26-м, оставив позади другую молодую команду Pacific Racing, не принявшую участие в гонке.

## Гонка
Сразу после старта Сенна попытался преградить путь Шумахеру, но тот стартовал лучше и успел обогнать бразильца. Также хорошо стартовал Хаккинен, обогнав Хилла и приблизившись к Сенне. В первом повороте Хаккинен задел Сенну, автомобиль бразильца развернуло, и в него врезался Ларини. Едущий сзади Бланделл также не успел увернуться от возникшего впереди препятствия, резко затормозил, и в него врезался Кома, который, несмотря на это, смог продолжить гонку.
Несмотря на аварию из трёх машин в первом повороте, гонка продолжалась. Шумахеру на первом круге удалось оторваться от Хаккинена на 2,5 секунды, позади финна догонял Хилл. На четвёртом круге он начал атаковать Хаккинена, но тот вытолкнул его за пределы трассы, куда Хилл вернулся уже на девятом месте. На 19-м круге Хаккинен, едущий вторым, был вынужден закончить гонку из-за отказа гидравлики коробки передач. Бергер стал вторым, но отставание от Шумахера уже было столь велико, что после первого пит-стопа немец продолжил лидировать в гонке.
После пит-стопа Бергер стал четвёртым, пропустив Баррикелло и Хилла. Затем на пит-лейн заехал Баррикелло, и Хилл оказался вторым, но догнать Шумахера было практически невозможно. Наконец, на 49-м круге у Williams FW16 Хилла отказала трансмиссия, и команда лишилась возможности заработать очки. На 54-м круге ошибся Ферстаппен и его Benetton B194 вылетел с трассы.
Гонку в Аиде выиграл Шумахер, заработав уже 20 очков в чемпионате и укрепив своё лидерство. Вторым, проигрывая чуть больше минуты, приехал Бергер, а третье место занял Баррикелло с отставанием на 1 круг. Это был первый подиум 21-летнего бразильца и его команды Jordan, при этом Баррикелло в личном зачёте гонщиков занял вторую строчку.
| Место | С  | №  | Гонщик                 | Конструктор       | Ш | Круги | Время/причина схода | О  |
| ----- | -- | -- | ---------------------- | ----------------- | - | ----- | ------------------- | -- |
| 1     | 2  | 5  | Михаэль Шумахер        | Benetton-Ford     | G | 83    | 1:46:02,3           | 10 |
| 2     | 5  | 28 | Герхард Бергер         | Ferrari           | G | 83    | +1:15,300           | 6  |
| 3     | 8  | 14 | Рубенс Баррикелло      | Jordan-Hart       | G | 82    | +1 круг             | 4  |
| 4     | 9  | 9  | Кристиан Фиттипальди   | Arrows-Ford       | G | 82    | +1 круг             | 3  |
| 5     | 11 | 30 | Хайнц-Харальд Френтцен | Sauber-Mercedes   | G | 82    | +1 круг             | 2  |
| 6     | 16 | 20 | Эрик Кома              | Larrousse-Ford    | G | 80    | +3 круга            | 1  |
| 7     | 23 | 12 | Джонни Херберт         | Lotus-Mugen-Honda | G | 80    | +3 круга            |    |
| 8     | 24 | 11 | Педро Лами             | Lotus-Mugen-Honda | G | 79    | +4 круга            |    |
| 9     | 22 | 26 | Оливье Панис           | Ligier-Renault    | G | 78    | +5 кругов           |    |
| 10    | 18 | 25 | Эрик Бернар            | Ligier-Renault    | G | 78    | +5 кругов           |    |
| 11    | 26 | 32 | Роланд Ратценбергер    | Simtek-Ford       | G | 78    | +5 кругов           |    |
| Сход  | 13 | 10 | Джанни Морбиделли      | Arrows-Ford       | G | 69    | Двигатель           |    |
| Сход  | 19 | 29 | Карл Вендлингер        | Sauber-Mercedes   | G | 69    | Авария              |    |
| Сход  | 15 | 24 | Микеле Альборето       | Minardi-Ford      | G | 69    | Авария              |    |
| Сход  | 6  | 8  | Мартин Брандл          | McLaren-Peugeot   | G | 67    | Перегрев            |    |
| Сход  | 17 | 23 | Пьерлуиджи Мартини     | Minardi-Ford      | G | 63    | Вылет               |    |
| Сход  | 10 | 6  | Йос Ферстаппен         | Benetton-Ford     | G | 54    | Вылет               |    |
| Сход  | 3  | 0  | Деймон Хилл            | Williams-Renault  | G | 49    | Трансмиссия         |    |
| Сход  | 20 | 15 | Агури Судзуки          | Jordan-Hart       | G | 44    | Управление          |    |
| Сход  | 14 | 3  | Юкио Катаяма           | Tyrrell-Yamaha    | G | 42    | Двигатель           |    |
| Сход  | 4  | 7  | Мика Хаккинен          | McLaren-Peugeot   | G | 19    | Коробка передач     |    |
| Сход  | 21 | 19 | Оливье Беретта         | Larrousse-Ford    | G | 14    | Электрика           |    |
| Сход  | 25 | 31 | Дэвид Брэбем           | Simtek-Ford       | G | 2     | Электрика           |    |
| Сход  | 1  | 2  | Айртон Сенна           | Williams-Renault  | G | 0     | Авария              |    |
| Сход  | 7  | 27 | Никола Ларини          | Ferrari           | G | 0     | Авария              |    |
| Сход  | 12 | 4  | Марк Бланделл          | Tyrrell-Yamaha    | G | 0     | Авария              |    |
| НКВ   |    | 34 | Бертран Гашо           | Pacific-Ilmor     | G |       |                     |    |
| НКВ   |    | 33 | Поль Бельмондо         | Pacific-Ilmor     | G |       |                     |    |

- Лучший круг: Михаэль Шумахер 1:14,023
- Круги лидирования: 1—83 — Михаэль Шумахер
- Первый подиум: Рубенс Баррикелло
- Первые очки: Хайнц-Харальд Френтцен
- Жан Алези не принимал участия в Гран-при из-за травмы, полученной на тестовых заездах Ferrari